# Старое Узеево
Ста́рое Узе́ево (чув. Кивĕ Ӳсел) — село в Аксубаевском районе Республики Татарстан, административный центр Староузеевского сельского поселения.

## История
Село упоминается в архивных документах как деревня Узеева в 1744 г.. Населена она была ясашными чувашами и находилась на Ногайской даруге. Можно предположить о том, что основатель деревни «татара Узейко Кадряков» был чувашем по этническому происхождению.
Во время Башкирского восстания 1705—1711 гг. и нападения каракалпаков 1714 г. некоторые поселения перестали существовать (превратились в пустоши) (дер. Узеево, Бердебяково, Ишметьево-Киязлы и др.) а многие жители сохранившихся поселений (Ильдеряково, Аксубаево, Томкино, Мокшино и др.) «оскудела, была взята в полон» или оказалась «в бегах».
Как следует из материалов архивов, деревня Узеева входила в сотню чувашенина Пикчюбарки Немичева. Пикчубарка Немичев жил в деревне Узеева. После 1714 г. переехал в д. Черебатырево.
В разные исторические периоды развития российского государства Старое Узеево входило в разные административно-территориальные образования Чистопольского уезда: Сотня чувашенина Пикчубарки Немичева, Кутушскую волость, Старо-Мокшинскую волость, Карасинскую волость, Староузеевский сельский совет.

## Население
| ГОД       | ОБЩЕЕ КОЛ-ВО | ДВОРОВ | ИСТОЧНИК                                                                                           |
| 1719-1724 | 63           |        | 1-я ревизия                                                                                        |
| 1747      | 210          | 45     | 2-я ревизия                                                                                        |
| 1762      | 276          | -      | 3-я ревизия                                                                                        |
| 1781      | 150          |        | Ведомости о наместничестве Казанском по данным за 1781—1782 г.г.                                   |
| 1828      | 375          | 34     | Ведомости Вознесенской церкви (НА, ф.7, оп. 103, д. 1).                                            |
| 1859      | 454          | 71     | Список населённых мест Казанской губернии в 1859 г.                                                |
| 1897      | 823          | -      | Первая всеобщая перепись населения Российской империи 1897 года                                    |
| 1919      | 1158         | 206    | Казанский Губернский Продовольственный Комитет/ Сведения о населении, скоте, урожае на июль 1919 г |
| 1930      | 857          |        | |

Национальный состав: чуваши.

## Социальные объекты
На территории села имеется 1 средняя общеобразовательная школа, 1 сельский Дом Культуры, детский сад «Рябинушка», 1 фельдшерско-акушерский пункт, православный храм, 3 продовольственных магазина.